# Јеуд (Марамуреш)
Јеуд (рум. Ieud) насеље је у Румунији у округу Марамуреш у општини Јеуд. Oпштина се налази на надморској висини од 422 m.

## Становништво
Према подацима из 2002. године у насељу је живело 4223 становника, од којих су сви румунске националности.

### Хронологија
| Година       | 1992 | 1993 | 1994 | 1995 | 1996 | 1997 | 1998 | 1999 | 2000 | 2001 | 2002 | 2003 | 2004 | 2005 | 2006 | 2007 | 2008 | 2009 | 2010 | 2011 | 2012 | 2013 | 2014 | 2015 | 2016 | 2017 |
| ------------ | ---- | ---- | ---- | ---- | ---- | ---- | ---- | ---- | ---- | ---- | ---- | ---- | ---- | ---- | ---- | ---- | ---- | ---- | ---- | ---- | ---- | ---- | ---- | ---- | ---- | ---- |
| Становништво | 4842 | 4805 | 4828 | 4818 | 4785 | 4762 | 4749 | 4742 | 4745 | 4734 | 4678 | 4627 | 4554 | 4529 | 4490 | 4472 | 4454 | 4453 | 4437 | 4412 | 4434 | 4424 | 4405 | 4393 | 4387 | 4369 |